# Ratel
Pour les articles homonymes, voir Ratel (homonymie) et Blaireau (homonymie).
Mellivora capensis · Ratel du Cap, Zorille du Cap, Blaireau à miel
Espèce
Statut de conservation UICN

 LC  : Préoccupation mineure
Répartition géographique
Statut CITES
Le ratel (Mellivora capensis), aussi appelé zorille du Cap, est un mustélidé répandu dans la région allant du Nord de l’Inde à la Péninsule arabique, et dans toute l’Afrique subsaharienne à l'exception de Madagascar. Il est réputé pour son comportement féroce et particulièrement tenace ainsi que pour son endurance. C'est la seule espèce actuelle du genre Mellivora.

## Dénominations
- Nom scientifique : Mellivora capensis (Schreber, 1776)
- Nom recommandé ou typique en français : Ratel[1],[2],[3],[4],[5],[6]
  - en anglais : honey badger[5],[6]
- Autres noms vulgaires (vulgarisation scientifique) : Blaireau à miel[7], Ratel du Cap[3],[6], Zorille du Cap[3]
- Noms vernaculaires (langage courant), pouvant désigner éventuellement d'autres espèces : blaireau puant[3]

## Description de l'espèce
C’est un petit omnivore de la famille des Mustélidés, mesurant environ 75 cm de long et 30 cm au garrot à l’âge adulte.
Il est noir sur le ventre, les pattes, la queue et la partie inférieure de la tête jusqu’aux yeux. Il est blanc sur le crâne, du front jusqu’au haut du cou, et il est blanc-gris sur tout le dos. Le ratel possède des griffes d’environ 4 cm de long à l’âge adulte. Son odorat ainsi que son ouïe sont très sensibles et lui permettent de chasser ses proies sur l'étendue de son territoire.
Le mâle adulte pèse environ 12 kg, mais la femelle ne dépasse pas les 6 kg. Sa longévité à l’état sauvage n’est pas connue, mais il peut vivre jusqu’à 26 ans en captivité.

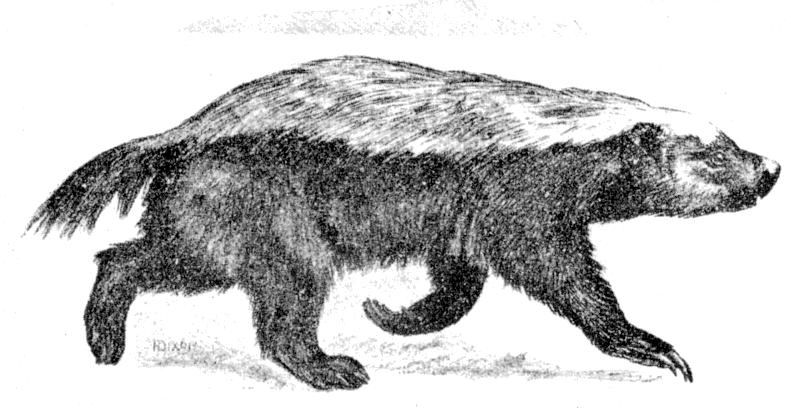
Mellivora capensis
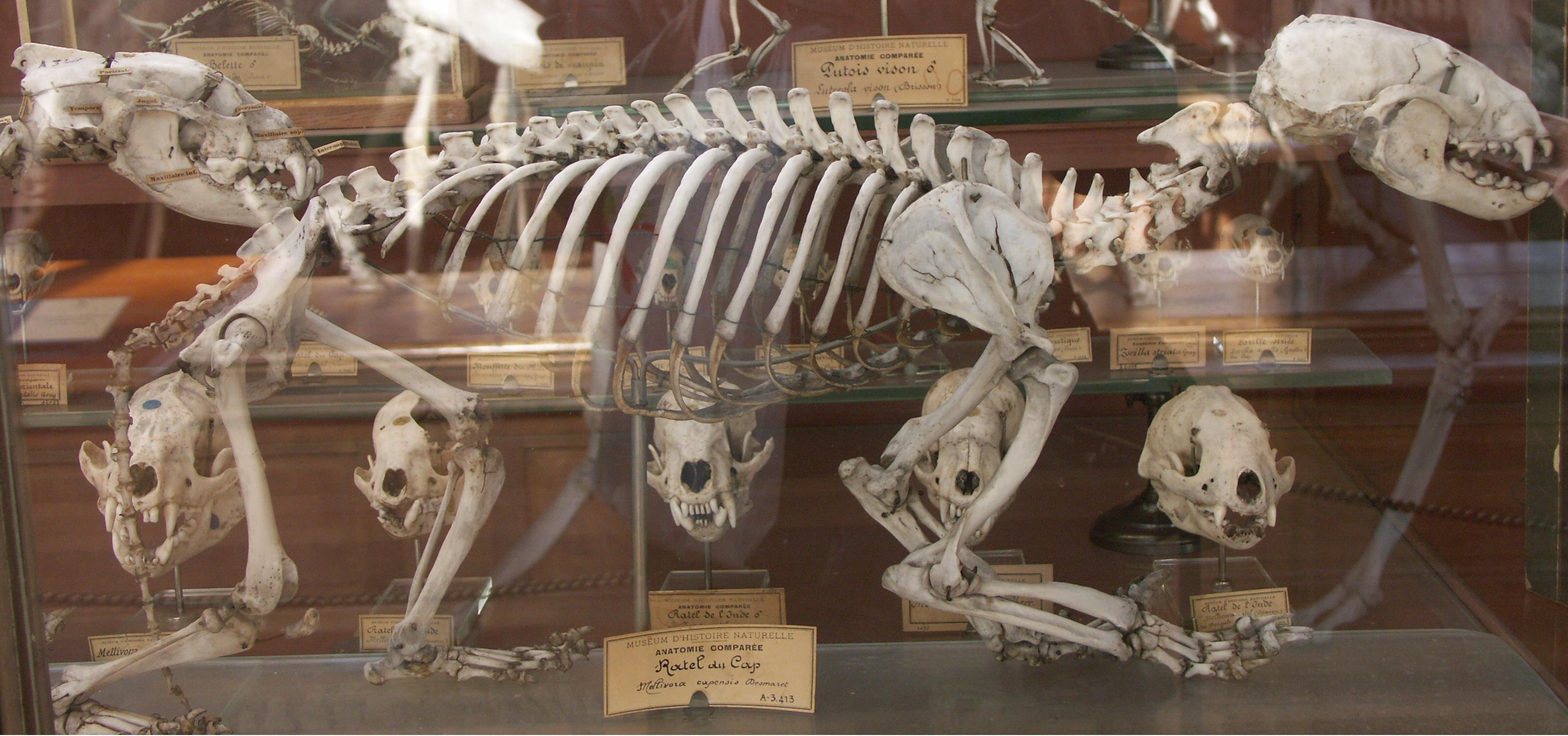
Squelette
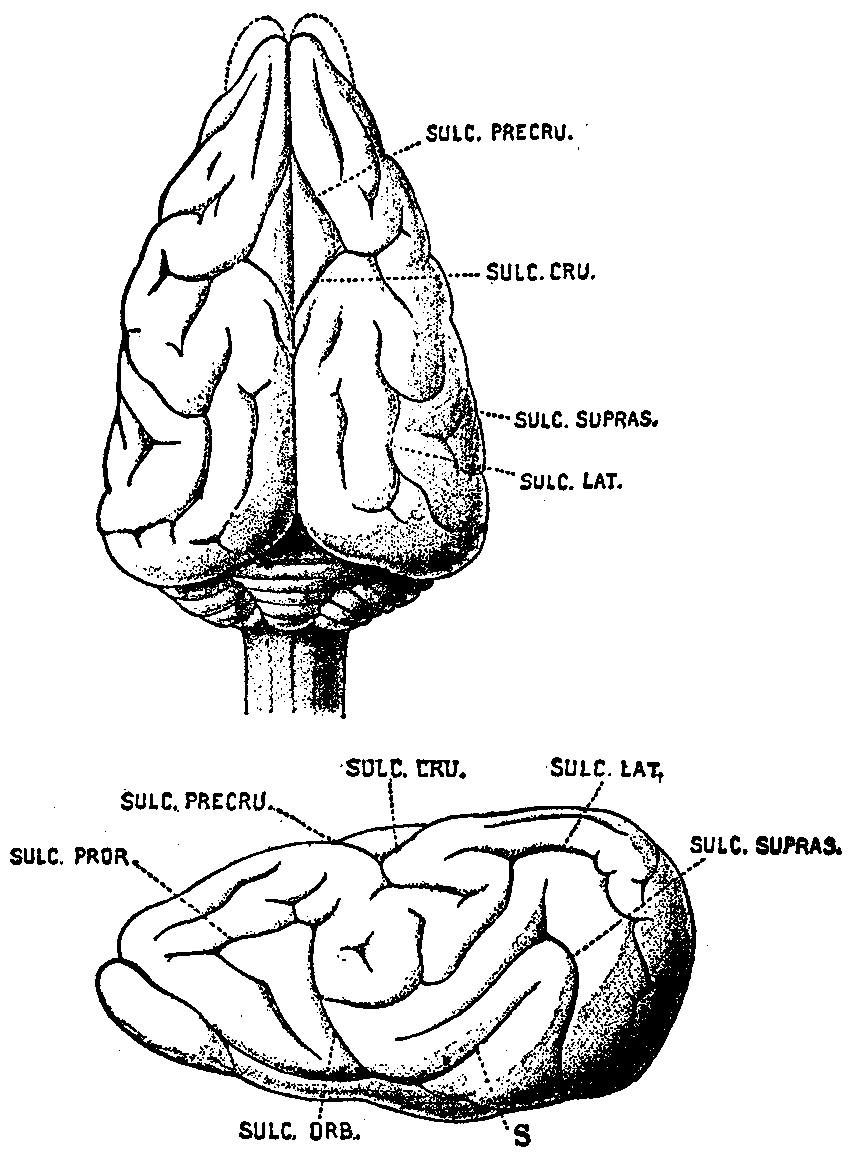
Cerveau
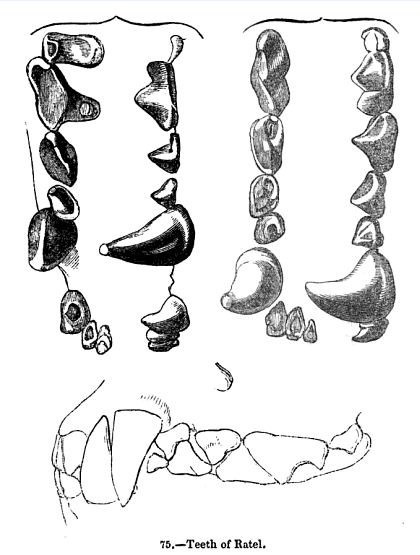
Denture

## Écologie et comportement

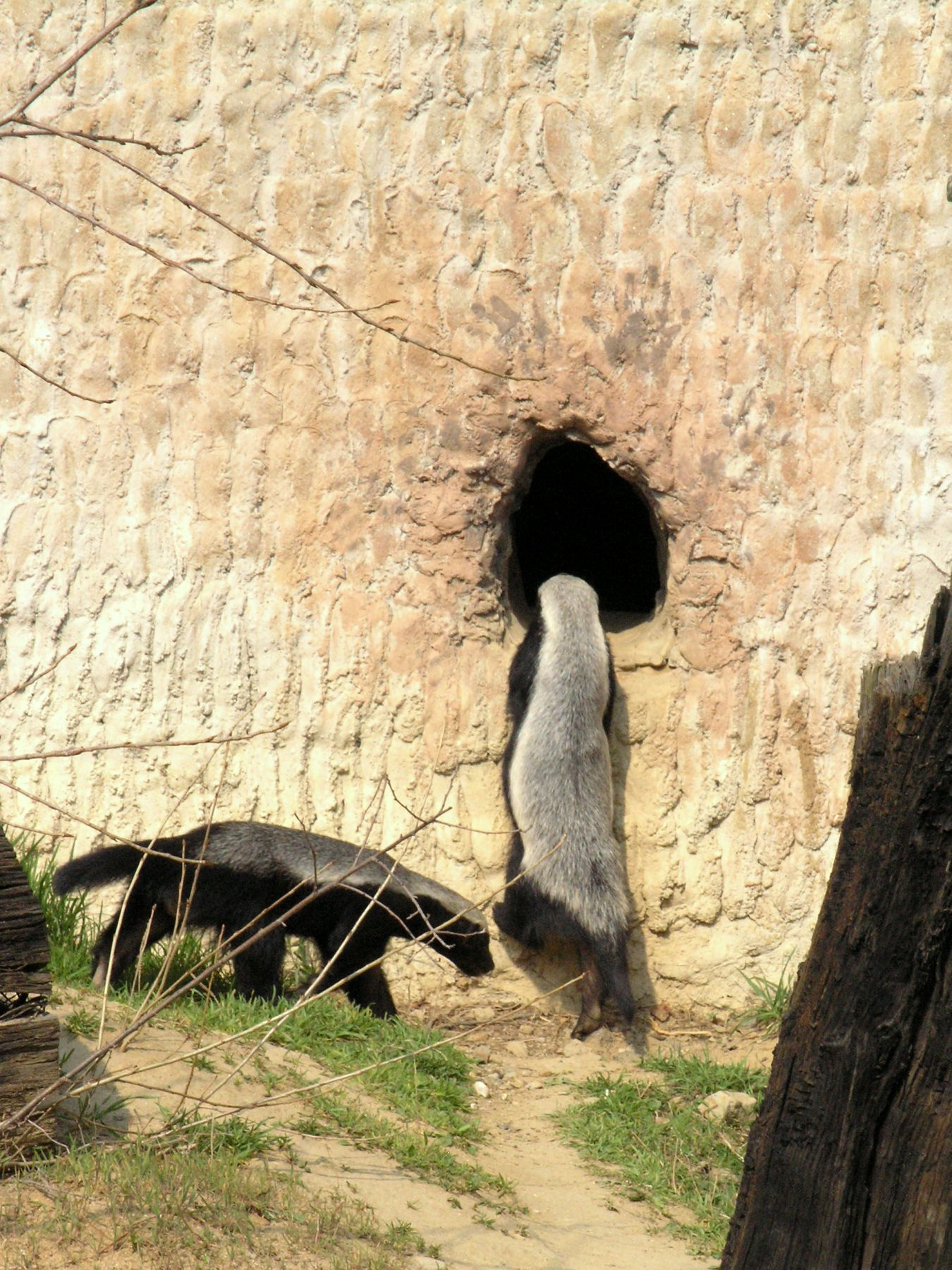
Ratels devant une tanière artificielle au zoo de Prague

En zone désertique, le ratel, pour se « refroidir », s’allonge sur le dos exposant son ventre à la légère brise du désert et s’asperge de sable lorsque sa température interne est supérieure à celle du sable.
La période de gestation du ratel est de 6 mois. Lorsqu’elle élève ses petits, la femelle change de tanière tous les trois à cinq jours, en emportant ses petits pour échapper aux prédateurs. Une fois capable de se débrouiller seul, le jeune ratel ira habiter sa propre tanière et quittera définitivement sa mère, qui changera alors de terrier chaque jour.
Le ratel a la capacité de courir en arrière, fait uniquement partagé avec l’être humain, chez les mammifères. Il utilise d'ailleurs cette faculté dans sa célèbre « danse du ratel », moyen de défense consistant à effectuer un pas en arrière puis deux en avant lorsqu'il se retrouve face à un adversaire de taille.
L'ingéniosité du ratel, lorsqu'il s’agit de se faufiler ou de s'échapper, bat des records. Comme Stoffle, le ratel de l’émission Ratels, drôles de blaireaux diffusée sur France 5, dont les stratagèmes pour s’échapper de son enclos (sans avoir été dressé) sont des techniques efficaces et adaptées aux contre-stratagèmes de Brian, qui tente de le garder en captivité. Ainsi, il ouvre des loquets scellés au fil de fer, saute des branches, roule des pierres et de la terre et se sert d'outils oubliés dans l'enclos pour en franchir les murs.

### Alimentation

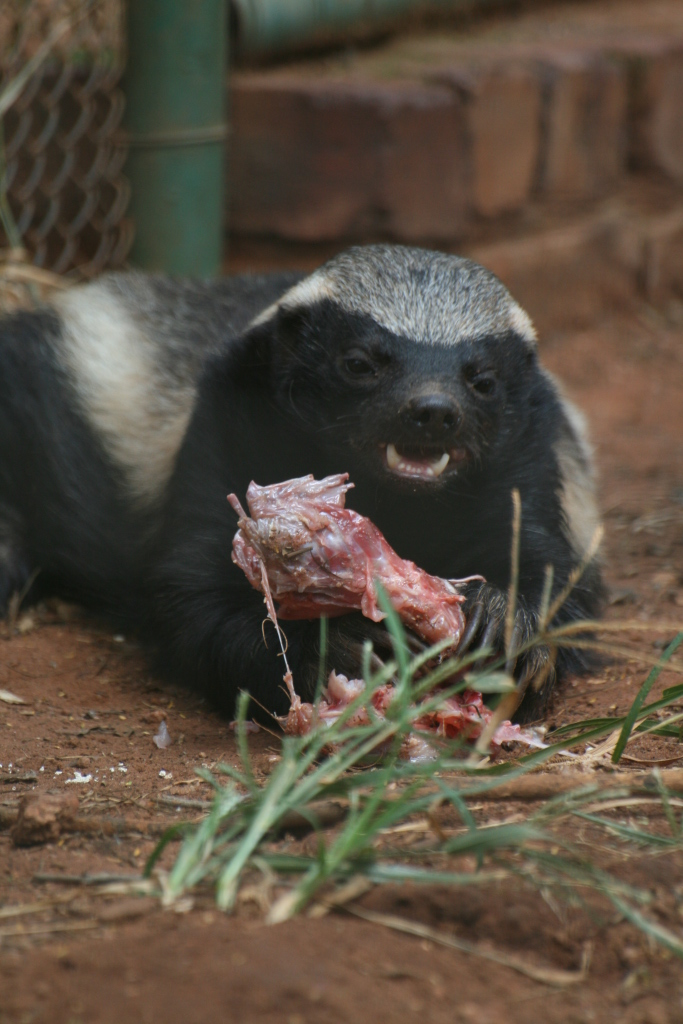
Ratel en plein repas dans une réserve d'Afrique du Sud

À l’instar du blaireau eurasiatique (Meles meles), le ratel est omnivore. Outre les reptiles comme les serpents, même les plus dangereux, qui sont des mets de choix pour lui, les trois-quarts de ses proies sont attrapées sous terre : termites, scorpions et vers de terre, qu’il déterre facilement grâce à ses longues griffes de 4 cm. Ce qui ne l’empêche pas de s’attaquer à des proies de sa taille, telles que des porcs-épics ou des lièvres, et même beaucoup plus grosses que lui, comme des gnous ou des antilopes.
Un de ses mets préférés est le miel (d’où son nom, Mellivora, signifiant « mangeur de miel »). Certaines légendes prétendent que le ratel s’associe avec l’indicateur, un oiseau qui chante de façon spécifique et répétitive pour mener ce carnivore, en voletant bas devant lui, à un nid d’abeilles. Le ratel ainsi appâté ouvrira, au moyen de ses robustes griffes, la ruche sauvage, dont il mangera la majorité du miel, laissant à l’oiseau les larves et la cire dont ce dernier n’aurait pu disposer sans cette aide appropriée. Cependant l’expédition de Keith et Colleen Begg pour le Niassa Carnivore Project autour du ratel a démontré que la situation avait été remaniée dans les fables et qu'il semble que l'oiseau profite des ruches trouvées préalablement par le ratel.
Pour s’hydrater, le ratel peut manger aussi des tsamas, une certaine variété de melon remplie à 99 % d’eau.

### Résistance au venin
Les ratels supportent certains venins mortels ou dangereux pour l’homme, comme celui des vipères heurtantes, des cobras du Cap, des mambas noirs ou des scorpions. Le ratel a la particularité de pouvoir métaboliser les venins des serpents les plus venimeux du monde. Au cours d'une chasse, il peut être mordu au museau, qui se met à enfler pendant qu'il dévore sa proie. Le venin le plonge alors dans un coma de quelques heures, mais le ratel reprend ses esprits et termine son repas avant de se remettre en chasse. C'est la mère qui contribue à l'immunité au venin de ses petits : en les exposant jeunes aux morsures de serpents et aux piqures de scorpions, elle crée ainsi, peu à peu, avec la métabolisation des toxines, des sortes de vaccins plus tard efficaces pour préserver la vie du ratel face à des poisons plus violents, c'est la mithridatisation. Ces mécanismes biochimiques font que le ratel, malgré sa petite taille, résiste au venin des espèces les plus dangereuses de serpents africains. Des recherches indiquent aussi une mutation des récepteurs nicotinergiques du ratel, normalement ciblés par les venins, qui a pour conséquence que la toxine a des chances plus faibles de s'y fixer et donc d'agir,.

### Agressivité
Pour défendre sa proie, le ratel n’hésite pas à se battre avec des animaux beaucoup plus gros que lui, comme un lion, une hyène ou un guépard , même si les gros carnivores comme les lions et les léopards peuvent également le chasser. Lorsqu'il fait face à un adversaire mâle plus gros que lui, le ratel tente en priorité de mordre au scrotum pour provoquer une hémorragie, comportement décrit pour la première fois en 1947 face à un buffle par James Stevenson-Hamilton (en). Sa peau est très épaisse (jusqu'à un demi centimètre au niveau du cou), ce qui rend le ratel insensible aux morsures, aux piqûres de guêpes ou aux piquants de porc-épic. Sa peau est également si lâche que, lorsqu’il se fait mordre au cou par un autre animal, il peut se retourner et mordre son agresseur à son tour,.
Le ratel possède également une poche anale réversible, qui dégage une forte odeur lorsqu'elle est utilisée. Celle-ci pourrait être utilisée en particulier pour neutraliser les abeilles lorsque le ratel attaque une ruche.

## Habitat et répartition

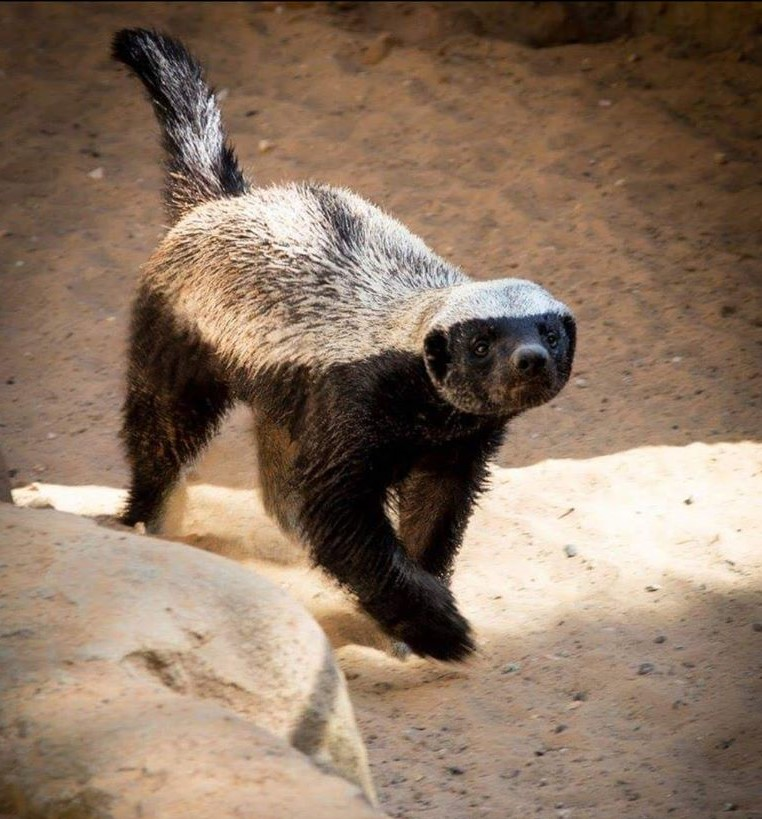
Ratel au zoo de Jérusalem

Il occupe des habitats variés, aussi bien désertiques ou semi-désertiques (steppes) que les divers types de savanes et les zones arborées, y compris les galeries forestières en zones semi-désertiques. Il est principalement terrestre, mais, friand de miel, il peut aussi grimper aux arbres pour atteindre les ruches sauvages. Le mâle adulte vagabonde sur un territoire de plus de 500 km2 et peut parcourir facilement 10 km en une heure. La femelle possède un territoire plus petit (environ 100 km2) mais, lorsqu’elle cherche sa nourriture ou élève son petit, elle peut l'étendre jusqu'à 150 km2.
On le trouve du nord de l’Inde à la Péninsule arabique et dans toute l’Afrique subsaharienne (sauf à Madagascar). Sa distribution géographique et ses habitats se superposent parfaitement à ceux de son associé alimentaire, l’oiseau indicateur, quelle qu'en soit l'espèce (voir ci-dessus « Alimentation »).

## Classification
Cette espèce a été décrite pour la première fois en 1776 par le naturaliste allemand Johann Christian Daniel von Schreber (1739-1810).

### Liste des sous-espèces
Selon Mammal Species of the World (version 3, 2005)  (28 juin 2013) et Catalogue of Life (28 juin 2013) :
- sous-espèce Mellivora capensis abyssinica (Hollister, 1910)
- sous-espèce Mellivora capensis buechneri (Baryshnikov, 2000)
- sous-espèce Mellivora capensis capensis (Schreber, 1776)
- sous-espèce Mellivora capensis concisa (Thomas & Wroughton, 1907)
- sous-espèce Mellivora capensis cottoni (Lydekker, 1906)
- sous-espèce Mellivora capensis inaurita (Hodgson, 1836)
- sous-espèce Mellivora capensis indica (Kerr, 1792)
- sous-espèce Mellivora capensis leuconota (Sclater, 1867)
- sous-espèce Mellivora capensis maxwelli (Thomas, 1923)
- sous-espèce Mellivora capensis pumilio (Pocock, 1946)
- sous-espèce Mellivora capensis signata (Pocock, 1909)
- sous-espèce Mellivora capensis wilsoni (Cheesman, 1920)

## L'espèce et l'homme

### Chasse
Malgré peu de prédateurs dans la nature, il arrive que le ratel entre en contact avec l'homme.
Les récolteurs traditionnels de miel avaient beaucoup de respect pour le ratel, mais les apiculteurs africains actuels ne sont pas préparés à lui céder une grande partie de leur production.
Quand il s'approche de l'homme, il a tendance à voler de la volaille ou du petit bétail et est souvent tué en représailles, empoisonné, piégé, tiré ou tué à coup de lance.

### Animal de compagnie
Si le ratel est capturé dans les premiers jours après sa naissance, lorsqu’il a encore les yeux fermés, il peut, à l’instar de la plupart des carnivores, être élevé en captivité. Il conservera néanmoins son caractère teigneux, par le fait qu’il ne cesse de grogner, même en jouant, et des morsures sont toujours à redouter.

### Statut de protection

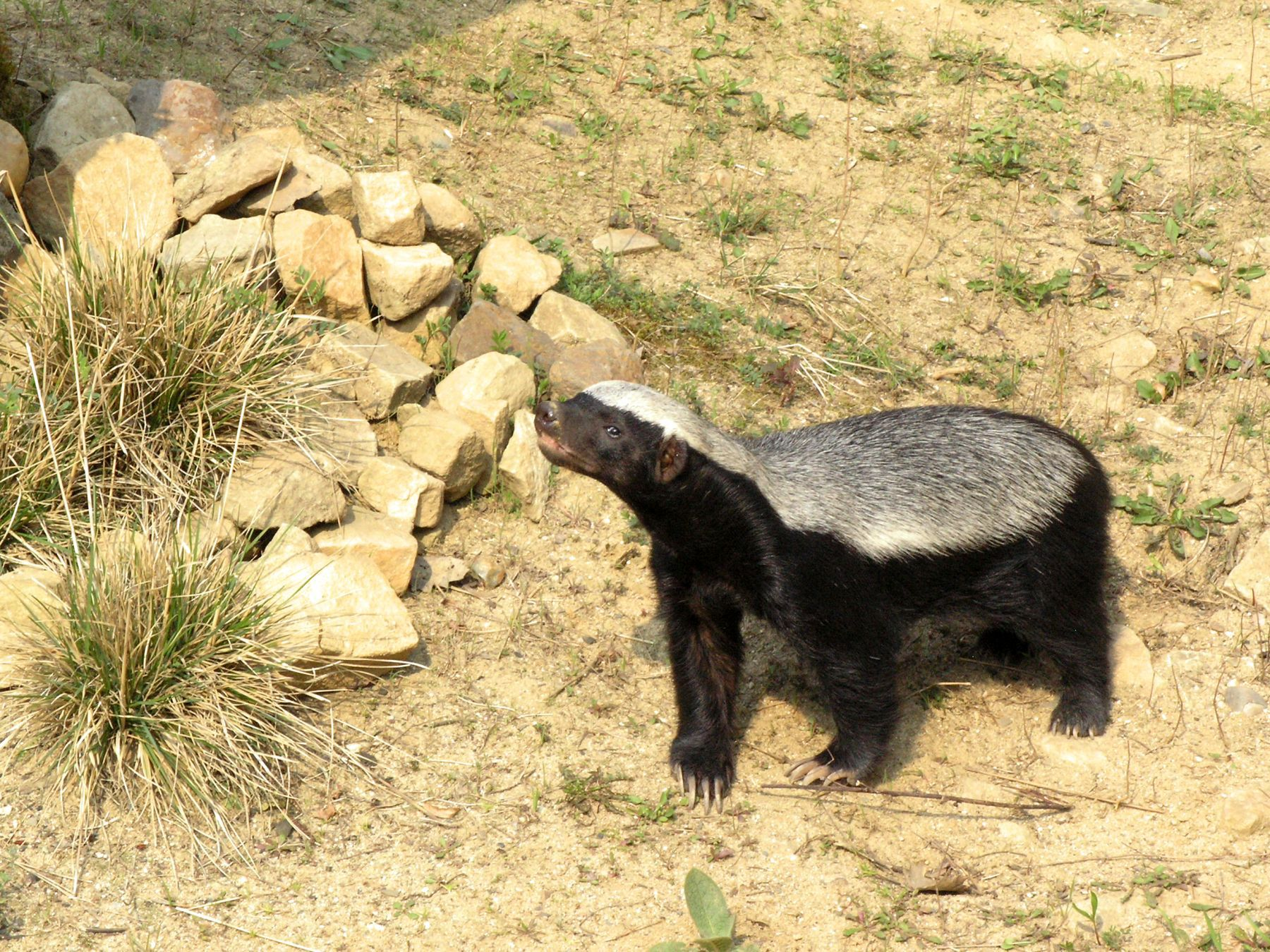
Ratel au Zoo de Prague

Le ratel est assez largement répandu sur le continent africain et le sud-ouest asiatique. Il semble néanmoins menacé dans certains pays tels que le Niger, le Maroc ou l'Afrique du Sud.
La femelle n’a qu’un seul petit par portée et, bien qu’elle s’en occupe plus d’un an, la moitié des petits n’atteint pas l’âge adulte.

### Dans la culture populaire
L'hebdomadaire Spirou a publié dans les années 1990 une série de BD humoristique intitulée Les Zorilles, narrant les mésaventures dans la savane de trois frères bien teigneux, mais à l'efficacité très inconstante.
Le pilote de Formule 1 Daniel Ricciardo porte le surnom d’honey badger. C’est d’ailleurs cet animal que Cyril Abiteboul, dirigeant à l'époque de Renault F1, devra se faire tatouer à la suite d'un pari lors de la saison 2020 alors que le pilote australien conduisait pour cette équipe et avait obtenu un podium.